# Comté de Franklin (Virginie)
Pour les articles homonymes, voir Comté de Franklin.
Le comté de Franklin est un comté de Virginie, aux États-Unis.